# 12 iunie
ianuarie • februarie • martie  • aprilie  • mai  • iunie  • iulie  • august  • septembrie  • octombrie  • noiembrie  • decembrie
12 iunie este a 163-a zi a calendarului gregorian și ziua a 164-a în anii bisecți. Mai sunt 202 zile până la sfârșitul anului.

## Evenimente
- 1550: Helsinki, capitala Finlandei, a fost fondată.
- 1839: A avut loc primul meci de baseball.
- 1898: Generalul Emilio Aguinaldo, liderul naționaliștilor din Filipine, a declarat independența țării sale față de Spania.
- 1934: La Londra au fost inaugurate trecerile de pietoni.
- 1964: Nelson Mandela, militant al luptei împotriva apartheid-ului din Africa de Sud, a fost condamnat la închisoare pe viață.
- 1995: Republicile baltice au semnat acordurile de asociere la UE.
- 1999: În Kosovo s-au constituit Forțele din Kosovo (KFOR), conduse de NATO, cu scopul menținerii păcii în provincie.
- 2005: Bienala de la Veneția (12 iunie-6 noiembrie 2005).
- 2025: Zborul 171 al Air India care transporta 230 de pasageri și 12 membri ai echipajului se prăbușește într-o zonă rezidențială la scurt timp după decolarea de pe aeroportul Ahmedabad din Gujarat, India.

## Nașteri
- 1564: Johann Casimir, Duce de Saxa-Coburg (d. 1633)
- 1733: Maruyama Ōkyo, pictor japonez (d. 1795)
- 1835: Alphonse Monchablon, pictor francez (d. 1907)
- 1890: Egon Schiele, pictor austriac (d. 1918)
- 1895: Wanda Dubieńska, scrimeră poloneză (d. 1968)
- 1912: Eva Crane, fizician britanic (d. 2007)
- 1915: David Rockefeller, bancher și filantrop american
- 1916: Irwin Allen, producător de film (d. 1991)
- 1916: Alexandru Balaci, critic și istoric literar român, membru al Academiei Române (d. 2002)
- 1924: George Bush, al 41-lea președinte al SUA (d. 2018)
- 1929: Anne Frank (Annelies Marie Frank), autoare a unui celebru jurnal scris în lagărul de exterminare (d. 1945)
- 1929: Irina Mavrodin, poetă, eseistă și traducătoare română (d. 2012)
- 1937: Vladimir Arnold, matematician rus (d. 2010)
- 1941: Chick Corea, pianist american (d. 2021)
- 1943: Marin Diaconescu, politician român (d. 2020)
- 1947: Nicola Di Pinto, actor italian
- 1948: Hans Binder, pilot austriac de Formula 1
- 1949: Jens Böhrnsen, politician german
- 1952: Benito Floro, fotbalist spaniol
- 1953: Sharon Bowles, politiciană britanică
- 1966: Adrian Enache, interpret român de muzică pop
- 1966: Veaceslav Iordan, politician moldovean
- 1973: Cosmin Bodea, fotbalist român
- 1974: Sharon den Adel, cântăreață și compozitoare neerlandeză
- 1979: Amandine Bourgeois, cântăreață franceză
- 1981: David Gilbert, jucător englez de snooker
- 1981: Martin Gould, jucător englez de snooker
- 1984: Bruno Soriano, fotbalist spaniol
- 1985: Dave Franco, actor american
- 1988: Mauricio Isla, fotbalist chilian
- 1992: Alla Ghilenko, biatlonistă din R. Moldova
- 1996: Albertina Kassoma, handbalistă angoleză
- 1997: Bianca Curmenț, handbalistă română

## Decese
- 0816: Papa Leon al III-lea (n. 750)
- 1574: Renata a Franței, promotoare a reformei protestante (n. 1510)
- 1675: Carol Emanuel al II-lea, duce de Savoia (n. 1634)
- 1816: Pierre Augereau, mareșal francez (n. 1757)
- 1912: Josef Brandt, chirurg sas, rector al Universității Franz Josef din Cluj (n. 1838)
- 1943: Henri Delavallée, pictor francez (n. 1862)
- 1950: Eugen Cristescu, șeful Serviciului Special de Informații al României în perioada 1940-1945 (n. 1895)
- 1969: Józsi Jenõ Tersánszky, scriitor, dramaturg maghiar născut în Baia Mare (n. 1888)
- 1995: Arturo Benedetti Michelangeli, pianist italian (n. 1920)
- 2003: Gregory Peck, actor american (n. 1916)
- 2012: Elinor Ostrom, politolog american, laureat al Premiului Nobel (n. 1933)
- 2012: Henry Hill, mafiot american de origine italiană (n. 1943)
- 2023: Silvio Berlusconi, politician italian (n. 1936)
- 2023: Treat Williams, actor american (n. 1951)

## Sărbători
- Cuvioșii Onufrie cel Mare și Petru Atonitul (Calendar ortodox)
- Marea Britanie: Sărbătoare națională
- Republica Filipine: Ziua națională. Declararea independenței.
- Federația Rusă: Ziua națională
- Brazilia: Ziua Îndrăgostiților (Dia dos Namorados)